# 卡米拉·威克斯
卡米拉·多洛雷斯·威克斯（英語：Camilla Dolores Wicks，1928年8月9日—2020年11月25日），挪威裔美国小提琴演奏家。她是最早享有国际声誉的美国女性音乐家之一。她曾在纽约爱乐、费城管弦乐团和芝加哥交响乐团等知名古典交响乐团表演独奏。

## 生平
1928年生于加利福尼亚州长滩。她的父亲是挪威人，是一名杰出的小提琴家、音乐教育家。她的母亲是一名钢琴家，曾是克萨韦尔·沙尔文卡的弟子。在父母的熏陶下，她从小就表现了极高的音乐天赋，7岁时在长滩市政礼堂表演莫扎特的《第4号小提琴协奏曲》独奏。9岁时，她已经能表演帕格尼尼的《第一小提琴协奏曲》。10岁时，她进入纽约的茱莉亞學院，师从路易斯·珀辛格。1942年，在纽约爱乐举行职业生涯的首演。自此声名鹊起，得到美国各大乐团的演出邀请，并与瓦尔特、莱纳、斯托科夫斯基等指挥家合作。她在欧洲各国开巡演，尤其在斯堪的纳维亚半岛的北欧各国受到欢迎。1952年，她与斯德哥尔摩广播交响乐团合作录制了西贝柳斯小提琴协奏曲。
她于1951年结婚，1953年在纽约演出贝多芬协奏曲时已经怀孕，而此时正值她事业蒸蒸日上的时期。为了照顾家庭（先后生育了5个孩子），她选择退出了音乐舞台，此后以教学为业，曾在路易斯安那州立大學、密歇根大学和萊斯大學任教，期间也偶尔参加一些室内乐演出。1970年代初，她受邀赴挪威，担任奥斯陆皇家音乐学院管弦乐系主任，并获得终身教授头衔。1999年获授挪威皇家功勋骑士勋章。回到美国后，她担任旧金山音乐学院艾萨克·斯特恩讲席教授，2005年退休。2020年11月25日在佛罗里达州韦斯顿的家中逝世。数月前，她曾在医院接受2019冠状病毒病的相关治疗。